# Solformørkelse
En solformørkelse opstår, når Månen i sin bane rundt om Jorden er i fasen nymåne og samtidig befinder sig direkte mellem Jorden og Solen. I den situation vil Månen stå i vejen for lyset fra solen, hvilket vil resultere i, at månen kaster en skygge et sted på Jordens overflade. Månens skygge vil på Jorden opleves som en formørkelse af det normale dagslys – et astronomisk naturfænomen, som normalt varer højst 3-4 minutter (den teoretiske grænse ligger på 7 minutter og 40 sekunder). Tilsvarende astronomiske naturfænomener er en måneformørkelse, hvor det er Jorden, der kaster skygge på månen, og en astronomisk passage, eksempelvis en Venuspassage eller en Merkurpassage, hvor det er henholdsvis Venus og Merkur, der går imellem Jorden og Solen. Men på grund af deres afstand til Jorden vil det ikke være 'rigtige' formørkelser, men ses blot som små prikker på solskiven.
Der vil typisk være to solformørkelser pr. kalenderår, men nogle år kan der være flere. Der kan dog højest være fem solformørkelser på et år som i år 1935 og 2904. Den seneste solformørkelse i Danmark var den 20. marts 2015. og den næste den 10. juni 2021 begge delvise formørkelser.
Totale solformørkelser, dvs. en formørkelse hvor observatøren er i den mørkeste del af måneskyggen, er sjældne fænomener. Selv om de i gennemsnit forekommer et eller andet sted på Jorden hver 18. måned, er det anslået at de kun gentages på et givent sted hvert 370. år i gennemsnit. Hvor skyggen rammer, varierer fra formørkelse til formørkelse, så selvom der går mange år mellem de totale solformørkelser et sted, kan man, hvis man er villig til at rejse efter det, opleve totale solformørkelser med kun et par års mellemrum. Fænomenets spektakulære natur gør, at mange mennesker foretager disse rejser. Den totale solformørkelse i Europa i 1999, der siges at være den mest sete i menneskets historie, hjalp med at få mange flere til at interessere sig for fænomenet. Dette sås i det store antal mennesker, der rejste for at se den delvise solformørkelse 3. oktober 2005 og den totale solformørkelse 29. marts 2006. En delvis solformørkelse kunne opleves 11. september 2007, og den seneste totale solformørkelse var 1. august 2008.
En solformørkelse er et imponerende syn hvis man har de rigtige briller. Hvis man ikke har de rigtige briller skal/må man ikke kigge op på Solen. Man kan ødelægge sine øjne, eller miste synet fuldkomment.

## Entotaleller enpartieloplevelse
En solformørkelse kan opleves som enten total (fuldstændig) eller partiel (delvis), alt efter hvor man, som beskuer, befinder sig i det formørkede område. Man vil opleve en solformørkelse som total, hvis man befinder sig i den mørkeste del af månens skygge, også kendt som månens umbra (eller antumbra, hvis Månen er i apogæum), hvor solen kan være obstrueret totalt af månen. Et andet udtryk for ens placering, som beskuer i dette område er, at man er i "totalitetszonen".
Relevant her er også, at Månens bane rundt om Jorden er en ellipse. I denne ellipse er Månens mindste afstand til Jorden 356.414 km (Månen er i perigæum). Månens største afstand til Jorden er 406.680 km (Månen er i apogæum). Denne forskel i afstand har stor betydning for oplevelsen af en solformørkelse, hvis man befinder sig totalitetszonen.
Man vil herudover opleve en solformørkelse som partiel, hvis man befinder sig i den lidt lysere del af månens skygge, også kendt som månens penumbra – hvor solen altid kun vil være delvis obstrueret af månen.

## Typer af solformørkelser
Udover ens egen placering, som beskuer, på Jordens overflade, så er naturen af den pågældende solformørkelse også en vigtig faktor for, hvordan formørkelsen af solen opleves.
Man skelner imellem fire forskellige typer af solformørkelser:
- Ved en total solformørkelse bevæger månen sig fuldstændig ind foran solen, og dækker herved solskiven helt. Denne effekt kan kun opleves i totalitets-zonen – i resten af månens skygge vil man opleve solformørkelsen som partiel, altså hvor månen kun delvis går ind foran solen (månen tager kun en "bid" af solskiven). Betegnelsen "total" benyttes altså både til at betegne denne specifikke type solformørkelse, og til at betegne den potentielle totale oplevelse (af en hvilken som helst type solformørkelse), som altså kun vil kunne opnås i et begrænset område i hele månens skygge (i totalitetszonen).

- Ved en ringformet solformørkelse er Månen i apogæum. Altså befinder Månen sig i den længste afstand fra Jorden. Dette har den effekt, at selv om månen bevæger sig fuldstændig ind foran solen (som ved den totale solformørkelse) er den (pga. sin forøgede afstand fra Jorden) ikke i stand til, at dække helt for solen. I totalitets-zonen vil man opleve, at månen synes for lille til at dække solen helt, og der opstår derved en ringformet formørkelse af solen. I resten af månens skygge vil man opleve samme effekt som ved en total solformørkelse, nemlig hvor månen kun delvis går ind foran solen (der opstår derfor heller ingen ”ring”).

- Ved en hybrid solformørkelse kan man opleve enten en total eller en ringformet solformørkelse, alt efter hvor man befinder sig i månens skygge. Denne type af solformørkelser er relativt sjældne.

- Ved en partiel solformørkelse vil månens umbra aldrig ramme Jordens overflade. Der vil altså ikke være nogen totalitetszone, og man vil altså kun kunne opleve solformørkelsen som partiel. Dette er egentlig ikke en specifik type solformørkelse, men mere en egenskab som kan forekomme ved de andre tre typer.

## Solformørkelser og beskueren
- Hvis man vil betragte en solformørkelse, skal man huske, at bortset fra når solen er helt væk, er det stadig skadeligt for øjnene at kigge direkte på solen. Det er derfor tilrådeligt at beskytte øjnene. Almindelig solbriller er ikke nok, der skal noget meget mørkere til.

- I de få minutter en solformørkelse varer, får man en sjælden lejlighed til at studere Solens korona ("atmosfære"); en glødende "strøm" af plasma, der strømmer ud fra soloverfladen i stråler eller "totter". For at kunne studere denne korona har man konstrueret særlige teleskoper med en indbygget, ugennemsigtig skive, der dækker for solens stærke lys; et sådant instrument kaldes en koronagraf (eller koronograf).

- Månens gennemsnitsafstand til Jorden øges ganske lidt (af størrelsesordenen 3 cm pr. år), så i en fjern fremtid vil beskuere på Jordoverfladen i bedste fald kun kunne opleve ringformede formørkelser. Dette vil ske indenfor en tidshorisont på omkring 600 millioner år – når Månens gennemsnitsafstand har forøget sig med ca. 23.500 km.

## Totale solformørkelser i Danmark
Totale solformørkelser, som kan ses fra Danmark, er relativt sjældne fænomener. Den sidste totale solformørkelse, som kunne ses fra Danmark, skete den 28. juli 1851. De næste 3 totale solformørkelser i Danmark vil ske henholdsvis den 25. maj 2142, 2. september 2426 og den 23. marts 2536.
En solformørkelse den 3. maj 1715, dækkede store dele af Danmark, heriblandt Jylland og Nordfyn.
Grafikken til venstre viser hvor, og hvornår fremtidige solformørkelsers totalitetszone vil bevæge sig ind over Danmark. Der vil kun forekomme i alt 6 af sådanne fænomener inden år 3000.